# سميرة خاشقجي
سميرة خاشقجي (1935 - مارس 1986)، صحفية سعودية ومؤسسة المجلة النسائية الشرقية.

## سيرة
والدها الطبيب السعودي محمد خاشقجي ووالدتها هي سميحة أحمد سورية الأصل، وشقيقها رجل الأعمال السعودي عدنان خاشقجي. قام والدها بابتعاثها أواسط الخمسينات هي وأخيها إلى مصر فدرست في جامعة الإسكندرية وحصلت سميرة على شهادة في الاقتصاد من كلية التجارة. التقت مالك متاجر هارودز رجل الأعمال المصري محمد الفايد على شاطئ الإسكندرية ليتزوجا في عام 1954، ليستمر الزواج حتى 1956، لينجبا دودي الفايد الذي توفي في باريس عام 1997 برفقة الأميرة ديانا في حادث سير.
وتزوجت سميرة مرة أخرى من دبلوماسي وسياسي سعودي هو أنس ياسين عاشت معه في الهند وأنجبت منه ابنتها جمانة قبل أن تطلق منه.
وتزوجت للمرة الثالثة من شاب لبناني عمل مع شقيقها هو عبد الرحمن الأسير تسبب فيما بعد في كثير من المتاعب النفسية التي هددت حياتها.

## نشاطها الثقافي
أصدرت أول كتبها وهي رواية «ودعت آمالي» عام 1958م، وبعد تخرجها وضعت اسما مستعارا «سميرة بنت الجزيرة العربية» ثم أتبعتها ب«ذكريات دامعة» عام 1961م، وقد قدمها لها الأمير نواف بن عبد العزيز آل سعود.
أسست مع كل من السيدة مظفر أدهم والأميرة سارة الفيصل وشقيقتها الأميرة لطيفة الفيصل في مدينة الرياض جمعية النهضة النسائية عام 1962م ومن بعده «نادي فتيات الجزيرة الثقافي» وأصدرت كتابها «يقظة الفتاة العربية السعودية» عام 1963م. تحولت روايتها «بريق عينيك» عام 1963م إلى فيلم سينيمائي عام 1974م قام ببطولته حسين فهمي ومديحة كامل. احتوت أعمالها أيضا على المجموعة القصصية «وادي الدموع» عام 1965م والتي تحتوي على اثنتي عشرة قصة، ورواية «وراء الضباب» عام 1971م، ثم رواية «مأتم الورود» عام 1973م، وآخر رواياتها «تلال في رمال» عام 1983م والتي صدرت عن دار الشرقية التي أسستها ضمن أقسام مجلة الشرقية عام 1974م.
أنتجت سميرة محمد خاشقجي فيلم عصفور الشرق والمأخوذ عن ثلاثية الحكيم والتي تتضمن: عصفور من الشرق ومذكرات نائب في الأرياف. أنتج الفيلم في 1984 وتم عرضه في 1986 . في أول هذا الفيلم تظهر صورة مراسلات وثائقية بينها وبين الأديب توفيق الحكيم؛ يصفها فيها الحكيم بالسيدة الأديبة سميرة محمد خاشقجي.

## وفاتها
توفيت سميرة خاشقجي عام 1986 عن عمر يناهز 51 إثر أزمة قلبية.

## روابط خارجية
- سميرة خاشقجي على موقع IMDb (الإنجليزية)